# Małgorzata Sajna-Mataczyńska
Małgorzata Anna Sajna-Mataczyńska (ur. 17 marca 1981 w Poznaniu) – polska pianistka, wykładowczyni Akademii Muzycznej w Poznaniu; występuje z Marcinem Sikorskim.

## Życiorys
Małgorzata Sajna-Mataczyńska ukończyła z wyróżnieniem Ogólnokształcącą Szkołę Muzyczną II stopnia (tzw. „Poznańską Szkołę Talentów”) oraz Akademię Muzyczną im. I. J. Paderewskiego w Poznaniu w klasie fortepianu Alicji Kledzik (2005). W 2010 obroniła tamże napisaną pod kierunkiem Bogumiła Nowickiego pracę doktorską Ewolucja stylu fortepianowego L. Janáčka na przykładzie wybranych utworów. W 2019 uzyskała na AM w Poznaniu stopień naukowy doktor habilitowanej sztuk muzycznych w specjalności instrumentalistyka.
Od 2004 związana zawodowo z macierzystą uczelnią Akademii Muzycznej. W latach 2005–2013 asystentka w Katedrze Fortepianu, Organów i Klawesynu. W 2013 została adiunktką w Katedrze Fortepianu, Organów i Akordeonu.
Laureatka m.in.: Międzynarodowego Konkursu Pianistycznego w Antoninie. W 2000 była członkinią polskiej ekipy na XIV Międzynarodowy Konkurs Pianistyczny im. Fryderyka Chopina. Stypendystka Ministra Kultury i Dziedzictwa Narodowego, Krajowego Funduszu na rzecz Dzieci, Prezesa Rady Ministrów oraz Prezydenta Miasta Poznania.

## Dyskografia
- 2000: Fantazja, CD Accord
- 2005: Muzyczne nastroje (z Aleksandrą Lewandowską, sopran)
- 2010: Leoš Janáček
- 2018: Chopin & Viola (z Ewą Guzowską, altówka; Tomaszem Lisieckim, wiolonczela).